# Alex Skolnick Trio
Alex Skolnick Trio è un gruppo musicale jazz, fondato dal chitarrista Alex Skolnick nel 2001.

## Storia del gruppo
Dopo aver lasciato la sua band, il gruppo thrash metal Testament, non essendo più interessato al genere e con la voglia di dedicarsi a nuove sonorità, Alex si spostò da San Francisco a New York, decidendo di interessarsi al jazz frequentando la "New School University".
Qui conobbe il batterista Matt "Zebar" Zebroski, un ragazzo di Pittsburgh che era metallaro come lui e fan della stessa ex band di Skolnick. A loro si aggiunse, in seguito, il bassista John Davis. I tre effettuarono varie jam sessions e incorporarono nella propria musica elementi swing, funk e latin jazz.
Data l'esperienza di Skolnick con i suoi Testament, la loro musica venne contaminata anche dagli standard tipici dell'heavy metal, dando vita ad un jazz molto originale. La band ha finora pubblicato quattro dischi in studio, caratterizzati, perlopiù, da cover heavy metal e hard rock di gruppi quali Black Sabbath, Kiss, Aerosmith, Judas Priest e Scorpions riviste in chiave jazz. Recentemente, Davis è stato sostituito da Nathan Peck. Attualmente Alex è tornato con i Testament per l'incisione di un nuovo album, ma il suo trio è ancora in attività.

## Formazione

### Formazione attuale
- Alex Skolnick - chitarra (2001-presente)
- Nathan Peck - basso (2003-presente)
- Matt Zebroski - batteria e percussioni (2001-presente)

### Ex componenti
- John Davis - basso (2001-2003)

## Discografia

### Album
- 2002 - Goodbye to Romance: Standards for a New Generation
- 2004 - Transformation
- 2007 - Last Day in Paradise
- 2011 - Veritas
- 2018 - Conundrum

### EP
- 2007 - Mercury Retrograde EP